# Loboptera cuneilobata
Loboptera cuneilobata är en kackerlacksart som beskrevs av Bohn 1991. Loboptera cuneilobata ingår i släktet Loboptera och familjen småkackerlackor.
Artens utbredningsområde är Marocko. Inga underarter finns listade i Catalogue of Life.